# Tadeusz Zabłudowski
Tadeusz Zabłudowski (ur. 7 stycznia 1907 w Warszawie, zm. 25 czerwca 1984) – polski historyk żydowskiego pochodzenia, tłumacz, encyklopedysta, w okresie 1946–1948 szef urzędu cenzury, w latach 1951–1953 dyrektor Państwowego Wydawnictwa Naukowego, członek Komisji Prasowej KC PPR i Komisji Prasowej KC PZPR.

## Życiorys

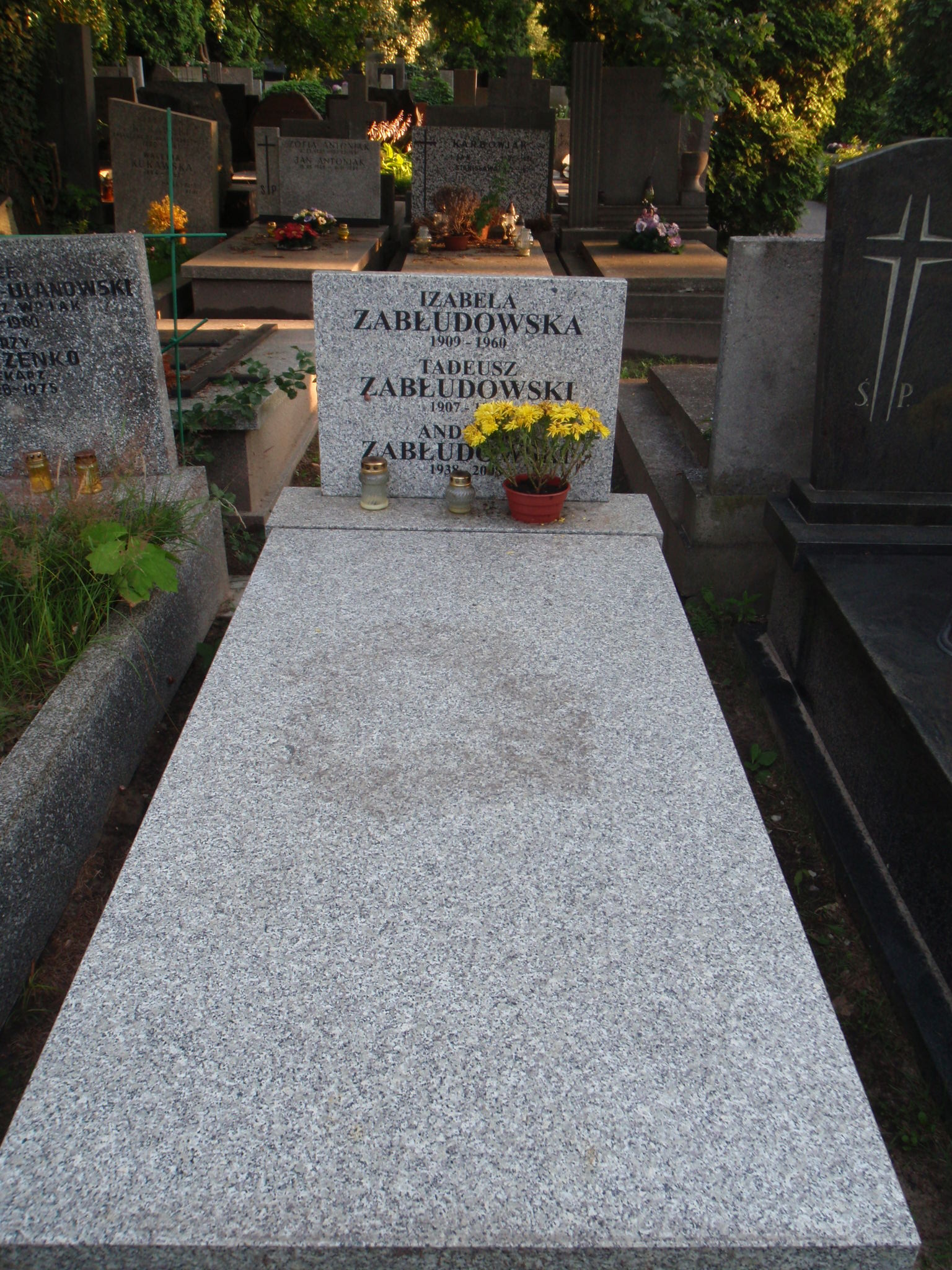
Grób Zabłudowskiego na Powązkach Wojskowych (2011)

Tadeusz Zabłudowski urodził się w rodzinie żydowskiej jako syn Beniamina (–1942) i Emmy z domu Wolf (1881–1942). Miał brata Rafała (1914–1942).
W 1930 ukończył Szkołę Główną Handlową (SGH), pracował jako tłumacz, literat i dziennikarz. Od marca 1928 działał w Związku Młodzieży Komunistycznej (ZMK)/KZMP, od 1929 członek KC KZMP, od 1930 działacz KPP. Został aresztowany za działalność komunistyczną i osadzony na Pawiaku, za kolportaż druków KPP był od września 1931 do sierpnia 1932 więziony w Więzieniu Mokotowskim. Tłumaczył radziecką literaturę i niemiecką literaturę emigracyjną, w 1935 został członkiem Związku Literatów Polskich. Od września 1939 działał w Białymstoku jako agitator na rzecz władzy radzieckiej, następnie od 1940 do czerwca 1941 pracował w polskiej redakcji Wydawnictwa Państwowego Białorusi. W 1943 wziął udział w zjeździe organizacyjnym ZPP, współpracował z pismami ZPP „Wolna Polska” i „Nowe Widnokręgi”.
W latach 1946–1948 był dyrektorem Głównego Urzędu Kontroli Prasy, Publikacji i Widowisk, następnie w latach 1951–1953 był pierwszym dyrektorem Państwowego Wydawnictwa Naukowego (PWN). W 1959 zasiadł w komitecie redakcyjnym Małej encyklopedii powszechnej PWN.
W 1946 został odznaczony Krzyżem Oficerskim Orderu Odrodzenia Polski.
Jego żoną była Izabella z domu Zwayer (1909-1960), z którą miał syna Andrzeja (1938-2008, logik i filozof).
Zmarł 25 czerwca 1984. Został pochowany na Cmentarzu Wojskowym na Powązkach (kwatera B II 28, rząd 9, miejsce 29).

## Przekłady
- Wsiewołod Iwanow: Powrót Buddy (ros. Возвращение Будды) oraz Hafir i Mariam (ros. Гафир и Мириам)
- Lew Gumilow: Dzieje dawnych Turków (współautor: Jerzy Litwiniuk)
- Franz Babinger: Z dziejów imperium Osmanów. Sułtan Mehmed Zdobywca i jego czasy, Warszawa: Państwowy Instytut Wydawniczy 1977.
- Hans-Wilhelm Haussig: Historia kultury bizantyńskiej, Warszawa: Państwowy Instytut Wydawniczy 1969.
- Egon Erwin Kisch: Chiny bez maski (tytuł oryg.: China geheim), Wydawnictwo „Prasa Wojskowa” 1948 i nast.
- Max Brod: Franz Kafka. Opowieść biograficzna, Czytelnik 1982.